# یوهان لیس
یوهان لیس (به آلمانی: Johann Liss) (که به نام جان لایس نیز خوانده شده است) (زادهٔ: ۱۵۹۰ یا ۱۵۹۷ - درگذشت: ۱۶۲۷ یا ۱۶۳۱ میلادی) نقاش برجسته و نامدار آلمانی سبک باروک در قرن هفدهم میلادی بود. یوهان لیس عمده دوران زندگی و فعالیت هنری خود را در ونیز گذراند.

## زندگینامه
یوهان لیس در اولدنبورگ این هل‌اشتاین واقع در شلسویگ-هولشتاین، آلمان، متولد شد. تحصیلات اولیه خود را در زادگاه خویش به انجام رسانید، و سپس ضمن آشنایی با هندریک گولتزیوس (نقاش و گراورساز مشهور آلمانی) تحصیلات خود را در هارلم و آمستردام ادامه داد. در حدود سال ۱۶۲۰ میلادی وی از طریق پاریس برای نخستین بار به ونیز سفر کرد و در فاصلهٔ سالهای ۱۶۲۰ تا ۱۶۲۲ به طور کامل به رم نقل مکان نمود. آثار اولیهٔ یوهان لیس، تحت تأثیر سبک نقاشی‌های کاراواجو قرار داشتند.
گرچه در اوایل کار وی نمونه‌هایی از تضاد نور و سایه در آثارش به چشم می‌خورد، اما حرکت نهایی و نقل مکان او به ونیز در اوایل دههٔ ۱۶۲۰، تغییرات اساسی در سبک او را نیز به همراه داشت و در او انگیزه‌ای برای استفاده از رنگهای درخشان در آثارش پدید آورد که خبر از ایجاد یک تحول روحی در وی می‌داد. در سال ۱۶۲۷ میلادی وی با الهام از تابلوی معروف آلتراپیس که در سنت جروم کلیسای تولنتینی (سان نیکولو دا تولنتینو) واقع در رم، قرار داشت، اثر نقاشی مهمی را خلق کرد که برایش تحسین بسیاری را به همراه داشت. به نظر می‌رسد که حرکات ظریف قلم موی وی در برخی آثارش، در شکل گیری سبک‌های عجیب و غریب موسوم به روکو که نمونهٔ پختهٔ آن را در سبک برادران گاردی می‌یابیم، تأثیرگذار بوده‌است. سبک نهایی یوهان لیس، سبکی است که وی را در همراهی با دیگر نقاشان خارجی (غیرایتالیایی) ساکن در ونیز، همچون دومنیکو فتتی و برناردو استروززی، مبدع آن می‌دانند و این نشان از ورود سبک باروک به جمهوری(جمهوری رم) برای اولین بار دارد.
یوهان لیس در سال ۱۶۲۹ میلادی و متعاقب گسترش بیماری طاعون در ونیز، و برای در امان ماندن از این بیماری ترجیح داد که به ورونا بگریزد؛ اما با این وجود اندکی بعد تسلیم تقدیر شد و دوباره به ونیز بازگشت. بر اساس نوشتهٔ هوبریکن، او شب و روز بر روی نقاشی‌های خود کار می‌کرد، طوری که یواخیم فون ساندرات احساس کرد که وی با این طرز کار کردن سلامتی خود را در معرض مخاطرهٔ شدید قرار داده و ضمن گفتن این نکته به لیس از وی خواست تا در رم به وی بپیوندد.
میراث برجای مانده از یوهان لیس به عنوان یک نقاش مجموعه‌ای را در بر می‌گیرد که در آن هم به موضوعات اساطیری و هم به برخی از مطالب کتاب مقدس پرداخته شده و وی به هرحال در همهٔ این آثار، استاد رنگ و نقاشی در سبک باروک است.
وی تأثیر و نفوذ بسیاری بر روی نقاشان ونیزی یک قرن پس از خود (قرن هجدهم)، همچون سباستینو ریچی، جیووانی باتیستا تیه پولو و جیووانی پیازتتا نهاده‌است.